# ブリヂストン・アシスタ
ブリヂストン・アシスタ（BRIDGESTONE assista）はブリヂストンサイクルから販売されている電動アシスト自転車である。コントロールユニットはヤマハ発動機のものを採用している。1997年発売開始。

## ラインナップ
- アシスタ スティラＬ
- アシスタ リチウム
- アシスタ スーパーリチウム
- アシスタシティ スーパーリチウム
- アシスタシティ リチウム
- アシスタシティ リチウムコンパクト
- アンジェリーノアシスタ
- アンジェリーノアシスタスペシャル
- アシスタ リチウムコンパクト
- アシスタ ライト
- アシスタ ワゴン
- アシスタ ビジネス
- ベルトロ E.A.
- ジョシスワゴン E.A.